# 克里比奇紙牌
克里比奇（Cribbage）是一种由兩人至四人玩的卡片遊戲。 在英國，克里比奇也是唯一一款无需地方当局许可就可在酒吧和俱乐部合法玩的卡片遊戲。 查尔斯·狄更斯在其小说老古玩店中也提到了這種卡牌遊戲。 